# Bắc An, Hắc Hà
Bắc An (chữ Hán giản thể: 北安市, âm Hán Việt: Bắc An thị) là một thành phố cấp huyện thuộc địa cấp thị Hắc Hà, tỉnh Hắc Long Giang, Cộng hòa Nhân dân Trung Hoa. Tên cũ Bắc An là Long Môn, Long Trấn. Bắc An có diện tích 6313 km², dân số 470.000 người. Mã số bưu chính của thành phố Bắc An là 164000. Thành phố Bắc An chia thành 6 nhai đạo, 5 trấn, 4 hương. 
- Nhai đạo biện sự xứ: Hòa Bình, Triệu Lân, Khánh Hoa, Thiết Tây, Thiết Nam, Bắc Cương.
- Trấn: Thông Bắc, Triệu Quang, Thạch Tuyền, Hải Tinh, Nhị Tỉnh.
- Hương: Thành Giao, Đông Thắng, Chủ Tinh, Dương Gia.
- Hương dân tộc Nhạc Luân Xuân Tân Sinh, hương dân tộc Dại Oát Nhĩ Khôn Hà.